# از سرزمین ماه
از سرزمین ماه (فرانسوی: Mal de pierres‎) فیلمی به کارگردانی نیکول گارسیا است که در سال ۲۰۱۶ منتشر شد.

## بازیگران
- ماریون کوتیار
- لویی گارل
- الکس برندمول